# 슈치트노

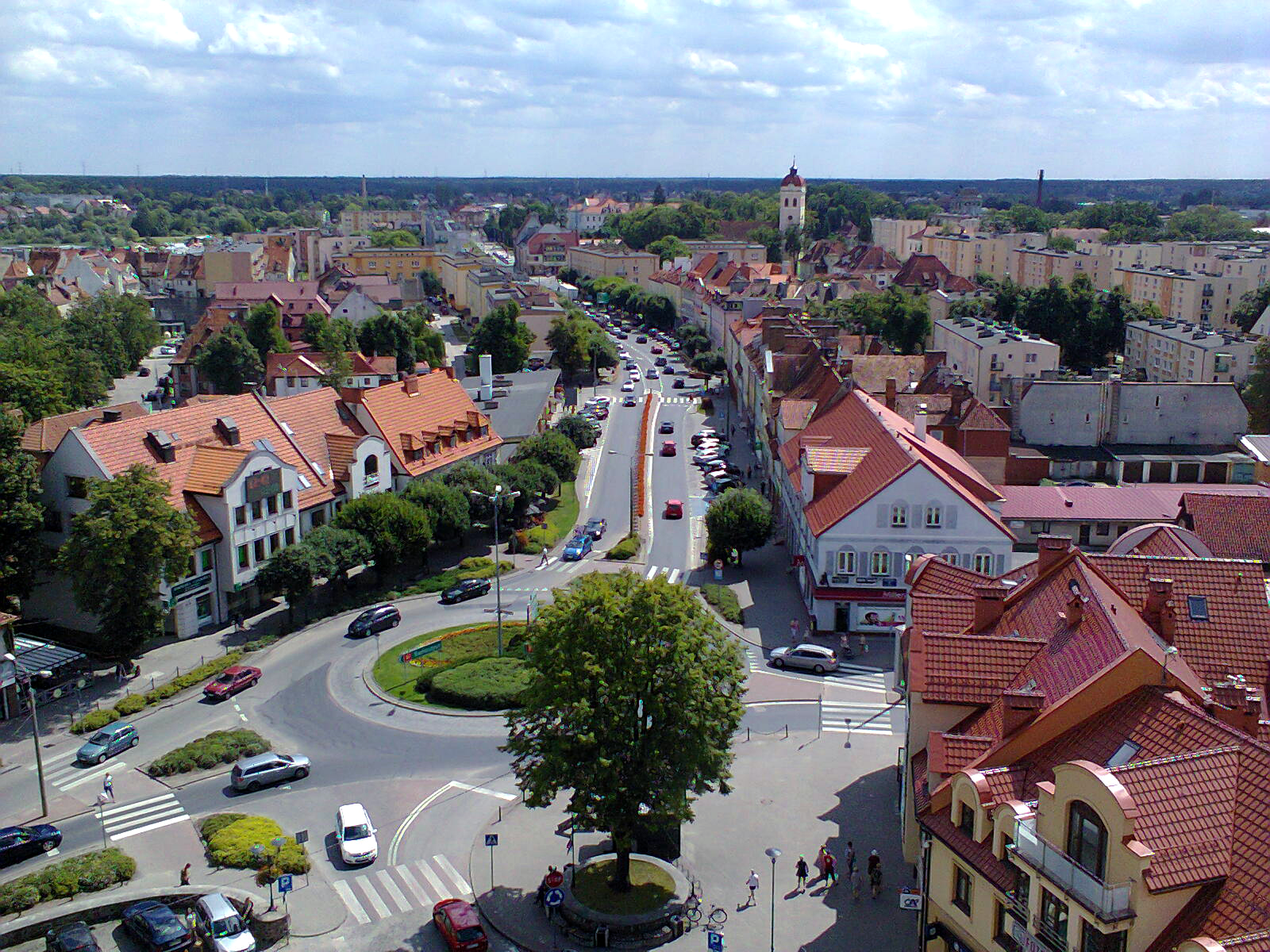
슈치트노 중심가

슈치트노(폴란드어: Szczytno)는 폴란드 바르미아마주리주 슈치트노군의 마을로, 슈치트노군의 군청 소재지다. 